# Gilda (argentinská zpěvačka)
Gilda (11. října 1961 Buenos Aires, Argentina – 7. září 1996 Villa Paranacito, Argentina), vlastním jménem Miriam Alejandra Bianchi, byla argentinská zpěvačka.

## Biografie
Původně pracovala jako učitelka v mateřské škole v Buenos Aires. Vdaná byla od svých 18 let, s podnikatelem Raúlem Magnim měla syna a dceru. V roce 1990 se zúčastnila konkurzu, v němž skladatel a klávesista Juan Carlos „Toti“ Giménez hledal zpěvačku pro žánr cumbia. Bianchi jej vyhrála a následujícího roku se stala jednou ze zpěvaček nové Giménezovy skupiny La Barra. Po jejím rozpuštění následně krátce působila v další jeho skupině Crema Americana. Společně s Giménezem, který se stal i jejím partnerem, si poté postavila vlastní kapelu a zamířila na sólovou dráhu pod uměleckým jménem Gilda. Debutové album De corazón a corazón vydala v roce 1992. Její čtvrté album Corazón valiente z roku 1995 se stalo hitem nejen v Argentině, kde získalo zlatou a dvojitou platinovou desku, ale i v dalších zemích Jižní Ameriky.
Při cestě na koncert v Concordii dne 7. září 1996 se autobus, v němž celá kapela cestovala, na 129. kilometru silnice č. 12 poblíž vesnice Villa Paranacito čelně střetl s protijedoucím brazilským kamionem, který chtěl předjíždět jiný nákladní vůz. Na místě zemřela zpěvačka, její patnáctiletá dcera Mariela, její matka, tři z hudebníků a řidič autobusu. Gilda byla pohřbena na hřbitově Chacarita v Buenos Aires. U místa nehody vzniklo vzpomínkové místo, tzv. Gildina svatyně (Santuario de Gilda), v němž se nachází i torzo havarovaného autobusu.
Po její smrti vyšlo v roce 1997 album Entre el cielo y la tierra obsahující pět písní, které stihla dokončit pro připravovanou desku. Ty byly doplněny dvěma živými verzemi a třemi dalšími skladbami jiných interpretů. Začaly vycházet také různé kompilace vydaných písní a roku 1999 bylo vydáno i album Las alas del alma obsahující demo verze dříve nepublikovaných skladeb. V roce 2016 byl natočen biografický film Gilda, no me arrepiento de este amor, v němž zpěvačku ztvárnila Natalia Oreiro.

## Studiová diskografie
- 1992 – De corazón a corazón (v roce 1996 vydána značně odlišná reedice pod názvem Si hay alguien en tu vida)
- 1993 – La única
- 1994 – Pasito a pasito
- 1995 – Corazón valiente
- 1997 – Entre el cielo y la tierra (posmrtné album)